# Venio Losert
Venio Losert, hrvaški rokometaš, * 25. julij 1976, Zavidovići, Bosna in Hercegovina.
Leta 1996 je na poletnih olimpijskih igrah v Atlanti v sestavi hrvaške reprezentance osvojil zlato olimpijsko medaljo; uspeh je ponovil leta 2004. Leta 2012 je z reprezentanco osvojil še bronasto medaljo.